# Evelyn Pierrepont, 1.º Duque de Kingston-upon-Hull
Evelyn Pierrepont, 1.º Duque de Kingston-upon-Hull ( c. 1665 – 5 de março de 1726) foi um aristocrata inglês.
Ele nasceu em West Dean, Wiltshire, o terceiro filho de Robert Pierrepont de Thoresby, Nottinghamshire (filho de William Pierrepont), e sua esposa Elizabeth Evelyn (filha de John Evelyn).  Seus irmãos mais velhos eram o 3.º Conde e o 4.º Conde de Kingston-upon-Hull, que morreram sem filhos.
Ele foi educado no Winchester College,  e ingressou no Christ's College, Cambridge, em 1683. 

## Carreira política
Ele foi eleito membro do parlamento por East Retford em 1689, antes de sua ascensão à nobreza como 5º Conde de Kingston-upon-Hull após a morte de seu irmão em 1690.   Enquanto servia como um dos comissários para a união com a Escócia, ele foi criado Marquês de Dorchester em 1706 e teve um papel de liderança nos negócios da Câmara dos Lordes. Ele foi nomeado conselheiro privado e em 1715 foi criado Duque de Kingston-upon-Hull; posteriormente serviu como Lorde do Selo Privado e Lorde Presidente do Conselho . O duque era uma figura proeminente na sociedade da moda de sua época. 

## Família
Sua primeira esposa foi Lady Mary Feilding, filha de William Feilding, 3.º Conde de Denbigh, e sua esposa Mary King, com quem se casou em 1687. Eles tiveram três filhas e um filho:
- Lady Mary Pierrepont (falecida em 1762), que se casou com o diplomata Edward Wortley-Montagu
- Lady Frances Pierrepont (falecida em 1761), que se casou com John Erskine, Conde de Mar
- Lady Evelyn Pierrepont (falecida em 1727), que se casou com John Leveson-Gower, 1º Conde Gower, e foi mãe de Gertrude, Duquesa de Bedford
- William Pierrepont, Conde de Kingston-upon-Hull, que morreu de varíola, aos 20 anos, em julho de 1713. Ele se casou com Rachel (filha legal de Thomas Baynton de Little Chalfield, Wiltshire, mas filha biológica e herdeira de John Hall de Bradford, Wiltshire), [7] [8] e teve uma filha Frances (falecida em 1795) e um filho Evelyn.

Sua segunda esposa foi Lady Isabella Bentinck, filha de Hans William Bentinck, 1º Conde de Portland, com quem se casou em 1714. Eles tiveram duas filhas:
- Lady Caroline Pierrepont (falecida em 1753), que se casou com Thomas Brand (sênior), MP
- Lady Anne Pierrepont (1719–1739)

Ele foi sucedido por seu neto Evelyn, filho de William.